# 府内藩
府内藩（ふないはん）は、豊後国大分郡府内周辺を支配した藩の一つ。藩庁は府内城（現在の大分県大分市）。

## 藩史
豊後府内は大友氏の居城であったが、大友吉統は文禄の役で卑怯なる振る舞いをしたとされ、豊臣秀吉の怒りを買って改易された。慶長5年（1600年）の関ヶ原の戦いで、豊後高田領主の竹中重利ははじめ西軍に与して田辺城の戦いに参加したが、後に東軍に寝返ったため、戦後に徳川家康から賞されて高田1万石から府内2万石に加増移封され、府内藩の藩祖となった。重利の跡は子の重義が継いで徳川秀忠の寵を得たが、罪を得て改易された。
代わって下野国壬生藩より日根野吉明が2万石で入るが、明暦2年（1656年）に無嗣改易された。その後、吉明の義理の甥（正妻の兄弟の子）にあたる大給松平家の豊後高松藩主松平忠昭が2万2200石と徳川幕府天領の管理を受け明暦4年（1658年）2月24日に入封。以後は大給松平家が10代にわたって支配し、明治維新を迎えた。
明治4年（1871年）、廃藩置県により府内県となり、後に大分県に編入された。

## 歴代藩主

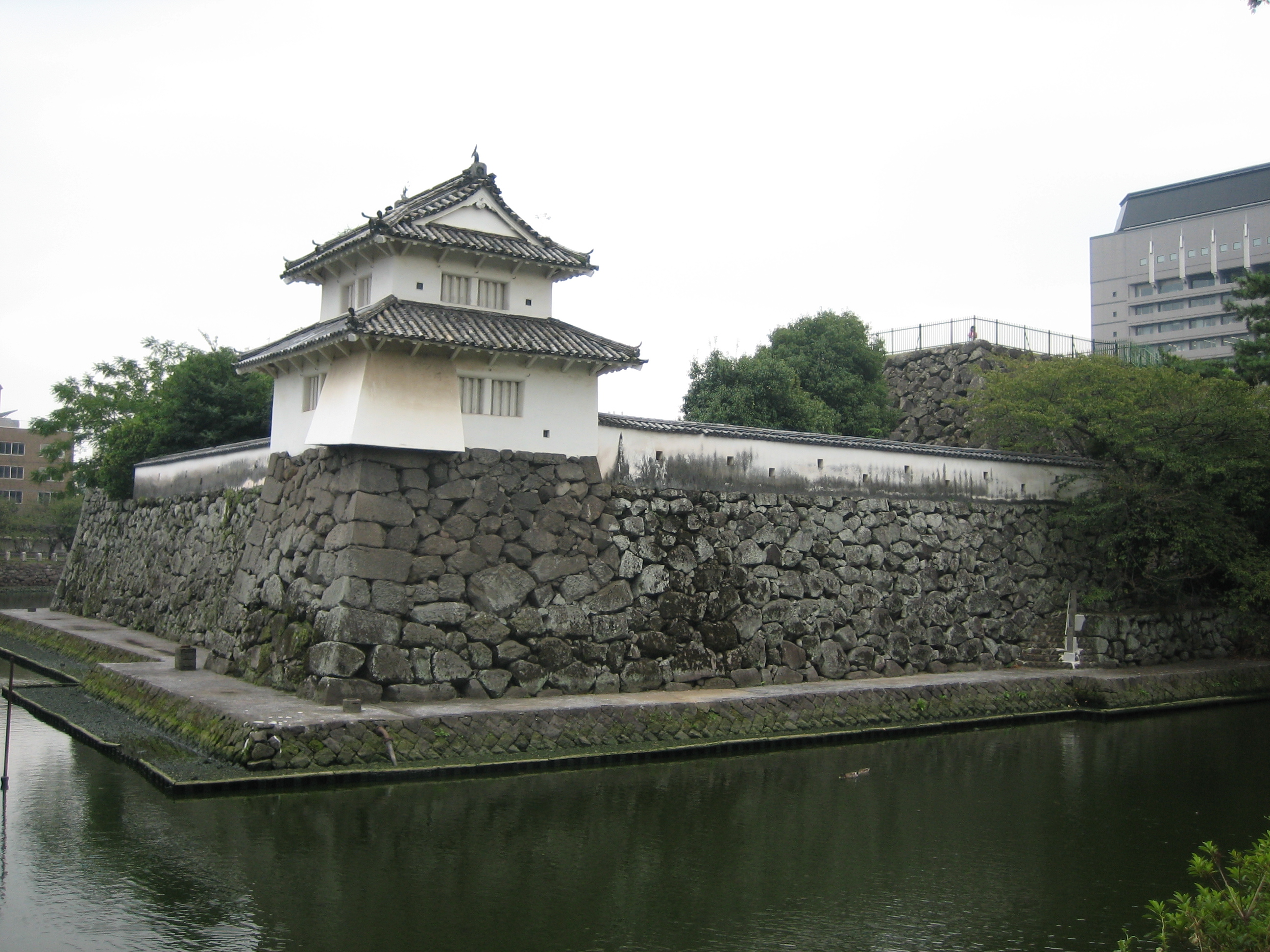
府内城人質櫓と天守台

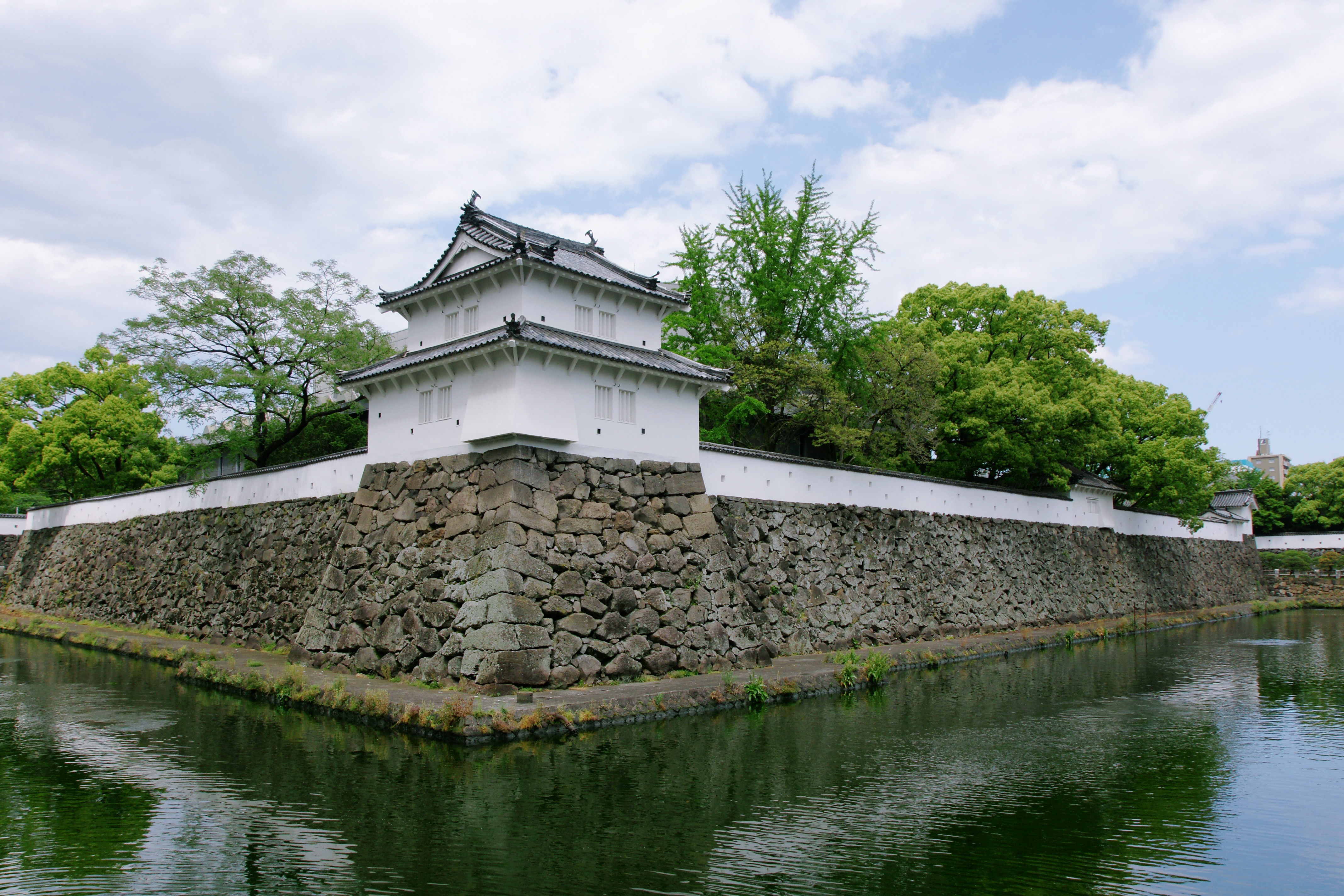
府内城西丸二重櫓

### 竹中家
外様 2万石（1601年 - 1634年）
1. 重利
2. 重義

### 日根野家
外様 2万石（1634年 - 1656年）
1. 吉明

### 大給松平家
譜代 2万2200石（1656年 - 1871年）
1. 忠昭
2. 近陳
3. 近禎
4. 近貞
5. 近形
6. 近儔
7. 近義
8. 近訓
9. 近信
10. 近説

## 領地
- 豊後国
  - 大分郡のうち - 6町96村（うち5か村を分知）